# Empresas Cruz del Sur
Empresas Cruz del Sur es la quinta empresa de transporte terrestre en Chile. Opera en el transporte de carga y pasajeros.

## Historia
Transportes Cruz del Sur Ltda. se creó el 22 de noviembre de 1958, por obra de Juan Almonacid Soto (†) y Mario Marchant Binder (†). Ellos se propusieron unir la Isla Grande de Chiloé con el continente, estableciendo un servicio de buses entre Puerto Montt y Ancud de aproximadamente 8 horas de duración con dos máquinas Ford y realizando la travesía del Canal de Chacao sobre una pequeña embarcación a vela, pero para hacerlo debieron superar las adversidades climáticas propias de la zona. Este servicio tuvo buen recibimiento entre los usuarios. En 1972 se extendió el servicio hasta la ciudad de Quellón, y en 1975 se inauguró un nuevo servicio desde Castro a Temuco y en 1978 el servicio de Castro a Santiago.
En 1983 se modificó la sociedad y Juan Almonacid, junto a su familia, se hizo cargo de la empresa.
En la primavera de 1980 se creó la empresa Naviera Cruz del Sur Ltda. entrando en funcionamiento el primer transbordador (llamado "Cruz del Sur"), para cubrir la travesía del canal de Chacao trasladando vehículos y pasajeros desde Pargua a Chacao y viceversa. En el año 2006 posee dos transbordadores más: "Gobernador Figueroa", "Don Juan", Bertina y "cruz del sur II`" con los cuales pueden brindar una atención más rápida.
Con el paso del tiempo, Cruz del Sur ha incluido más recorridos nacionales: Santiago, Concepción, Temuco, Loncoche, Lanco, Valdivia, Osorno, Puerto Varas, Puerto Montt, Ancud, Castro, Quellón y Punta Arenas, además de la ruta internacional a San Carlos de Bariloche, Argentina.
Transportes Cruz del Sur Ltda. complementa el servicio de traslado de pasajeros con el servicio de transporte de cargas y encomiendas, para lo cual cuenta con camiones que pueden trasladar cargas refrigeradas y encomiendas en general con cobertura en 23 puntos desde Santiago hasta Quellón.
En la actualidad cuenta con más de 310 buses y con más de 30 camiones que velan por el traslado de su carga a las distintas ciudades del sur de Chile, además de una cantidad importante de vehículos menores para el retiro y reparto de encomiendas y carga en general.
Debido a la dura competencia y a las consecuencias económicas por el Covid-19, el servicio de buses ha experimentado una significativa reducción de los destinos, especialmente en lo que respecta a los horarios de salidas. A la fecha del 2024, solo están disponibles los destinos hacia las ciudades de Santiago, Temuco, Valdivia, Osorno, Puerto Varas, Puerto Montt, Ancud, Castro y Quellón,

## Filiales
Las filiales de Cruz del Sur son:
- Buses Cruz del Sur, encargada del transporte terrestre en la zona centro sur de Chile.
- Pullman Sur, encargada del transporte terrestre en la zona sur de Chile.
- Bus Norte Internacional, encargada del transporte terrestre internacional hacia Bariloche.
- Turibus, encargada del transporte terrestre hacia Punta Arenas.
- Naviera CDS, encargada del transporte marítimo en el sur de Chile.
- Trans Chiloé, era la encargada del transporte terrestre hacia la isla de Chiloé, aunque ya cesó sus operaciones.